# At-Tajjiba (Hims)
At-Tajjiba (arab. ‏الطيبة‎) – miejscowość w Syrii, w muhafazie Hims. W spisie z 2004 roku liczyła 2413 mieszkańców.
W czasie wojny w Syrii miejscowość była okupowana przez samozwańcze Państwo Islamskie. 20 sierpnia 2017 syryjska armia wypędziła terrorystów z At-Tajjiba, podczas ofensywy dla przerwania blokady Dajr az-Zaur.